# Weird Tales
«Weird Tales» (укр. Чудернацькі оповідки) — американський журнал, який публікує твори в жанрах містики, жахів, фентезі та наукової фантастики. Вважається одним з найвпливовіших періодичних видань, що сформувало жанр жахів у літературі. Від часу заснування в 1923 році видання кілька разів переривалося, але журнал виходить і по сьогодні. Редакція початково знаходилася на 450 North Michigan Ave, Чикаго, тепер перенесена на 840 North Michigan Ave.

## Історія

### Едвін Бейрд (березень 1923— жовтень 1924)
У 1922 році журналіст Джейкоб Кларк Геннебергер, котрий до того вже працював у кількох журналах, заснував видавництво Rural Publications, Inc. та, перебуваючи під впливом творів Едгара По, вирішив створити власний журнал. За задумом, він цілком мав бути присвячений жахам, містиці й фантастиці. Поспілкувавшись з авторами, які хотіли б опублікувати такі твори, було обрано відповідну назву — «Weird Tales», тобто «Чудернацькі історії». Геннебергер додав підзаголовок «The Unique Magazine» («Унікальний журнал»), щоб підкреслити його винятковість серед інших тогочасних pulp-журналів. Перший номер вийшов у березні 1923 року за ціною 25 центів.
Головним редактором журналу став Едвін Бейрд, якому вдалося залучити до співпраці з журналом таких згодом популярних авторів, як Говард Лавкрафт, Отіс Еделберт Клайн, Сібері Куїн та інших. За редакцією Бейрда були випущені з періодичністю приблизно раз на місяць (але з окремими пропусками) 12 номерів журналу, після чого Геннебергеру довелося призупинити його видання через загрозу банкрутства. Улітку 1924 року вийшов «потрійний» номер журналу («annyversary number»), датований травнем / червнем / липнем і підготовлений Отісом Клайном. Крім того, у цей час журнал став об'єктом дискусій через публікацію твору «The Loved Dead» Кліффорда Мартіна Едді, де зображалася некрофілія. «Weird Tales» прибрали з кількох кіосків, проте в підсумку скандал сприяв тому, що журнал став відомим і врятував його редакцію від банкрутства.

### Фернсуорт Райт (листопад 1924— березень 1940)

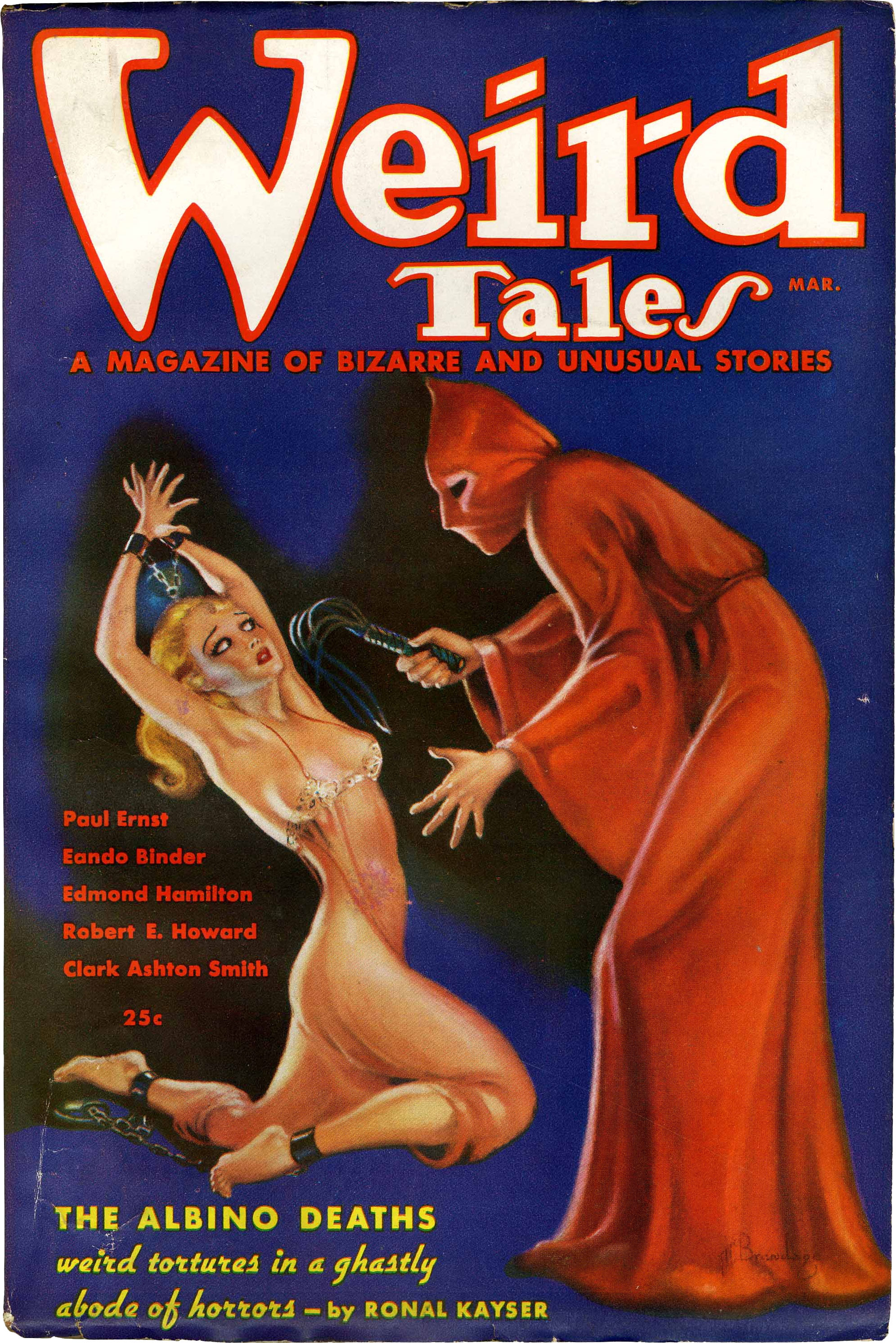
Приклад обкладинки з ілюстрацією Маргарет Брандідж (березень 1936)

Новим редактором було призначено асистента Бейрда, Фернсуорта Райта, який пізніше став відомим як найкращий редактор журналу, при якому «Weird Tales» отримав 179 випусків. У листопаді 1924-го видання журналу було відновлено. У той час, окрім інших, публікувалися твори Роберта Блоха, Роберта Говарда та Говарда Лавкрафта, зокрема нині найвідоміші: «Поклик Ктулху», «Тінь над Іннсмутом», «На стрімчаках божевілля». Для ілюстрування творів 1933-го року було залучено художницю Маргарет Брандідж, яка зображала на обкладинках оголених чи напівоголоених жінок в ефектних позах, що сприяло популярності. Журнал поступово завойовував інтерес аудиторії, налагоджував регулярність випуску чергових номерів, залучав до співпраці вже відомих авторів (Мюррей Лейнстер, Абрахам Мерріт, Рей Каммінгс) і відкривав нові імена.
На початку 1930-х років видавався також «супутній» журнал «Oriental Stories», з 1933 року перейменований на «Magic Carpet». Попри все це тиражі залишалися невеликими порівняно з іншими популярними журналами того часу. «Weird Tales» не друкувався в кількості більше як 50000 на випуск, тоді як «Doc Savage» чи «The Shadow» мали до 300000 примірників на місяць. Об'єм спочатку збільшився зі 144 до 160 сторінок, але згодом зменшився до 128 та перейшов до публікації раз на два місяці. Становище ускладнювала смерть провідних авторів: Генрі Вайтгеда в 1932, Арлтона Іді в 1935, Роберта Говарда в 1936 та Говарда Лавкрафта в 1937.

### Дороті Макілрейс (квітень 1940— вересень 1954)

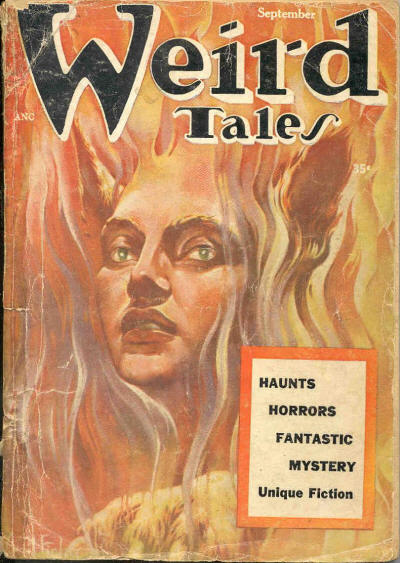
Обкладинка останнього номера перед закриттям у 1954 році

У 1938 році Геннебергер продав «Weird Tales» Вільяму Ділені, видавцеві журналу «Short Stories», і редактор цього журналу Дороті Макілрейс стала допомагати Фернсуорту Райту. У 1940 році Райт пішов у відставку, і Макілрейс стала головним редактором журналу, починаючи з квітневого номера 1940 року. У цей період постійними дописувачами журналу стали Рей Бредбері, Фріц Лейбер, Генрі Каттнер, Кетрін Мур, Теодор Стерджен. Журнал також регулярно посмертно публікував твори Лавкрафта й підтримував розпочату Августом Дерлетом традицію створення «лавкрафтівських» творів у рамках спільного вигаданого всесвіту «Міфів Ктулху».
На час Другої світової війни на журнал, як і на більшість популярних видань, були накладені обмеження через введення в країні нормування паперу. Крім того, посилилася жанрова конкуренція з боку інших журнальних концернів і книжкових видавництв, які саме завдяки популярності «Weird Tales» почали звертати увагу на фантастику жахів, «темне» й «героїчне» фентезі, інші напрямки, що традиційно асоціювалися з цим журналом. Усе це призвело до того, що журнал став надмірно витратним і після виходу вересневого номера 1954-го року був закритий.

### Відновлення видання і сучасний стан
У наступні десятиліття робилися спроби відновити «Weird Tales» як періодичне видання (на початку 1970-х років під редакцією Сема Московіца) та як серію антологій (у 1981—1983 роки під редакцією Ліна Картера).
У 1988 році випуск журналу був відновлений під редакцією Джорджа Сітерса, Джона Грегорі Бетанкура та Даррела Швейцера. Журнал зумів закріпитися у своїй ніші та поновив випуск. У 2005 році його було продано Wildside Press та призначено редактором Енн Вендермеєр, яка зайнялася реорганізацією. У 2009 році журнал здобув Премію Х'юго. У 2011 році «Weird Tales» знову було продано, цього разу Nth Dimensions Media, яка є його власником до сьогодні.